# Synema mysorense
Synema mysorense är en spindelart som beskrevs av Benoy Krishna Tikader 1980. Synema mysorense ingår i släktet Synema och familjen krabbspindlar. Inga underarter finns listade i Catalogue of Life.